# Piotr Adamczewski

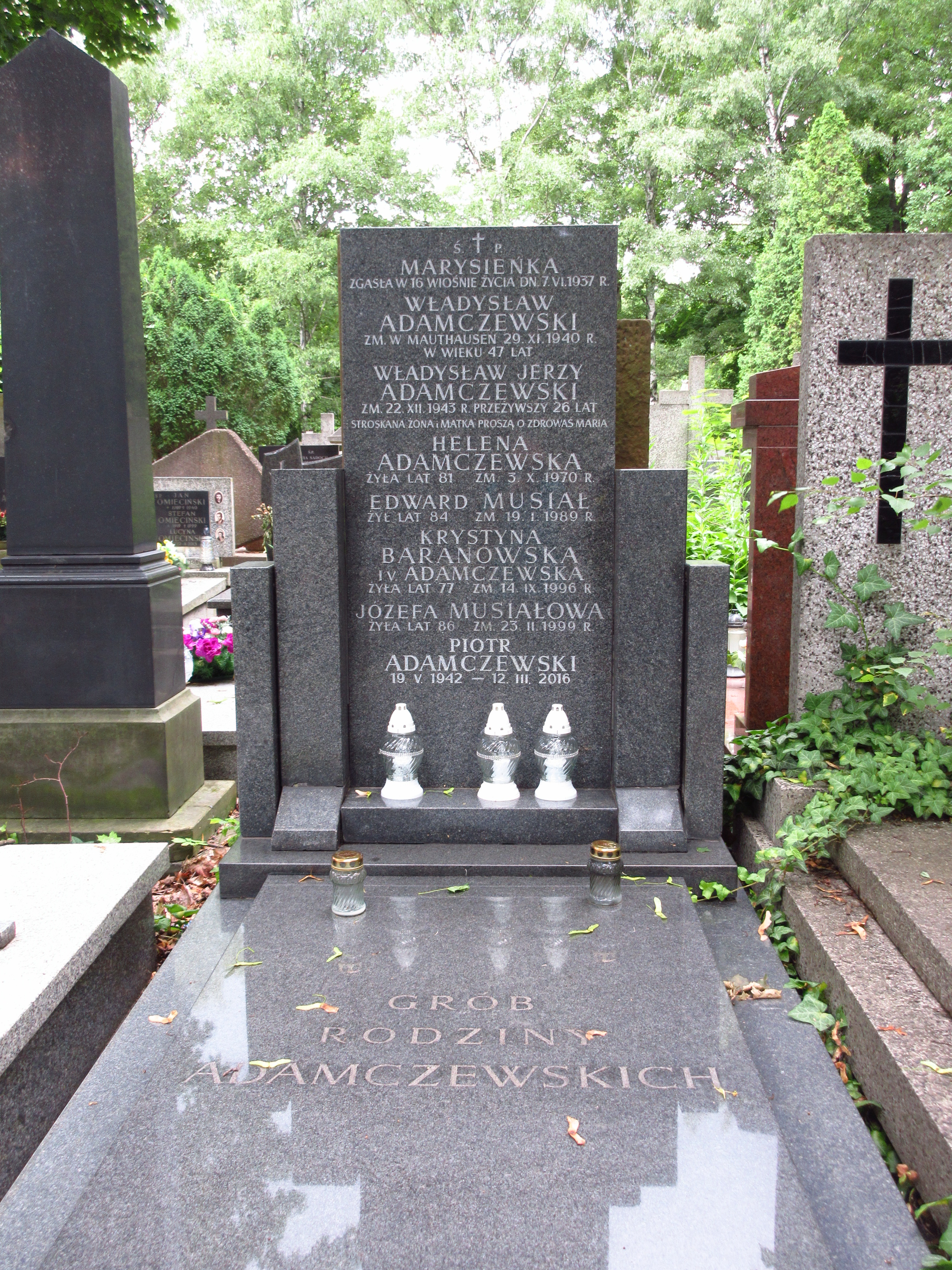
Grób Piotra Adamczewskiego na cmentarzu Bródnowskim

Piotr Jerzy Adamczewski (ur. 19 maja 1942 w Warszawie, zm. 12 marca 2016 tamże) – polski dziennikarz, redaktor i krytyk kulinarny, związany m.in. z tygodnikiem „Polityka”, autor książek kulinarnych.

## Życiorys
Studiował polonistykę na Uniwersytecie Warszawskim (zakończone w 1966 absolutorium bez magisterium). W latach 1964–1970 pracował w „Sztandarze Młodych”, kolejno jako reporter, zastępca kierownika działu, sekretarz redakcji nocnej, w latach 1971–1975 był sekretarzem redakcji tygodnika „Kulisy” (dodatku do „Expressu Wieczornego”), od 1975 do końca 1980 w tej samej roli pracował w tygodniku „Kultura”. Od 1971 do 1981 należał do PZPR. W 1981 został sekretarzem redakcji tygodnika „Polityka”, zastępując Dariusza Fikusa. Odszedł z tego pisma wraz z grupą innych pracowników, wkrótce po ogłoszeniu stanu wojennego. W 1982 przez pewien czas pracował jako inspicjent w Teatrze Narodowym w Warszawie. Jeszcze w tym samym roku został sekretarzem redakcji tygodnika „Radar”. Funkcję tę pełnił do 1984, kiedy to powrócił do „Polityki”, w 1986 ponownie objął stanowisko sekretarza redakcji tego pisma. W latach 90. został, razem z Andrzejem Garlickim, krytykiem kulinarnym pisma, prowadząc w nim rubrykę „Za stołem”. Przy tekstach związanych z kulinariami współpracował również z Krzysztofem Mroziewiczem, Michałem Radgowskim oraz swoją żoną Barbarą Adamczewską. W kolejnych latach związał się także z radiem Tok FM, w którym prowadził z Marcinem Wojciechowskim program Kuchnie świata, a następnie autorską audycję kulinarną Na apetyt... Adamczewski!. Występował jako ekspert kulinarny w programach Pytanie na śniadanie, Kawa czy herbata?, a także w stacjach TVN i TV4.
Ukończył szkołę sommelierów w Bordeaux. Jako reporter podróżował po większości kontynentów, zbierając z podróży materiały do swoich książek.
Był autorem takich pozycji książkowych jak Wielki świat od kuchni, Smakosz wędrowny, Męskie gotowanie, Krwawa historia smaków, Rok na talerzu oraz Wielka księga drinków i koktajli. Współautor dziesięciu przewodników po restauracjach Warszawy i okolic pt. Za stołem. Wraz z Markiem Kalbarczykiem stworzyli książkę kucharską dla niewidomych pt. Smak na koniuszkach palców. W latach 2006–2016 regularnie prowadził blog „Gotuj się” poświęcony przepisom i anegdotom kulinarnym, przeczytanym książkom czy wspomnieniom z podróży.
W 1980 wystąpił w dramacie obyczajowo-psychologicznym Bez miłości, w reżyserii Barbary Sass jako redaktor działu społecznego tygodnika „Kultura i My”.
W 1997 został odznaczony Krzyżem Kawalerskim Orderu Odrodzenia Polski.

## Życie prywatne
Syn Władysława i Krystyny. Był żonaty z Barbarą Adamczewską – dziennikarką i autorką książek kulinarnych. Mieli jedno dziecko – córkę Agatę.
Zmarł w Warszawie 12 marca 2016. Został pochowany na cmentarzu Bródnowskim (kwatera 35A–1–16).

## Publikacje
- Biesiadowanie po polsku. 1000 pomysłów na udane przyjęcie: przepisy kulinarne, toasty i życzenia, savoir-vivre, zabawy towarzyskie, piosenki (współautor)[15]
- Jak smakuje pępek Wenus. Świat widziany zza stołu[16]
- Jest ser[17]
- Krwawa historia smaku[15]
- Kuchnia w kawalerce i apartamencie (wspólnie z Barbarą Adamczewską)[18]
- Kuchnia toskańska Piotra Adamczewskiego[19]
- Męskie gotowanie[20]
- Pyszny obiad w pół godziny. 200 przepisów na szczęście[21]
- Rodaku, czy ci nie żal, czyli z polską kuchnią w walizce (wspólnie z Barbarą Adamczewską)[8]
- Rok na stole[20]
- Rok na talerzu[17]
- Smak na koniuszkach palców (wspólnie z Markiem Kalbarczykiem)[11]
- Smakosz wędrowny[20]
- Tańce wokół stołu czyli polskie tradycje kulinarne[22]
- Wędrówka po stołach Europy (wspólnie z Barbarą Adamczewską)[8]
- Wielka księga drinków i koktajli[20]
- Wielki świat od kuchni[20]
- Za stołem (przewodniki po restauracjach – współautor)[20]
- Zatańczyć z I sekretarzem[15]